# Tipula (Vestiplex) bergrothiana
Tipula (Vestiplex) bergrothiana is een tweevleugelige uit de familie langpootmuggen (Tipulidae). De soort komt voor in het Nearctisch gebied.